# Луминол
Луминолът е химикал, който взаимодейства с хемоглобина, намиращ се в кръвта, и блести зеленикаво-синьо при контакт с нея. Луминолът се използва от криминалистите за откриване на следи от кръв, невидими с невъоръжено око. Химикалът се напръсква върху обширно място в пълна тъмнина, за да е видима реакцията.